# Walisson Maia
Walisson Moreira Farias Maia (sinh ngày 21 tháng 8 năm 1991), được biết đến nhiều với tên Walisson Maia, là một cầu thủ bóng đá người Brasil hiện đang thi đấu ở vị trí trung vệ cho câu lạc bộ SHB Đà Nẵng.

## Sự nghiệp
Sinh ra tại Natividade, Tocantins, Walisson trưởng thành từ lò đào tạo trẻ của Coritiba. Ngày 5 tháng 6 năm 2011, anh có trận chuyên nghiệp đầu tiên khi đá chính trong trận Coritiba gặp Vasco da Gama tại Série A.
Tháng 7 năm 2022, anh chuyển đến Việt Nam thi đấu cho SHB Đà Nẵng ở giai đoạn 2 V.League 2022. Anh ra mắt câu lạc bộ vào ngày 23 tháng 7 khi đá đầy đủ trận đấu gặp Topenland Bình Định.